# Obedin
Obedin – wieś w Rumunii, w okręgu Dolj, w gminie Breasta. W 2011 roku liczyła 419 mieszkańców.